# Csurgó
Csurgó  este un oraș în districtul Csurgó, județul Somogy, Ungaria, având o populație de 5.307 locuitori (2011). 

## Demografie
Componența etnică a orașului Csurgó
     Maghiari (94,46%)
     Romi (4,66%)
     Necunoscut (0,21%)
     Alții (0,67%)
Componența confesională a orașului Csurgó
     Romano-catolici (51,72%)
     Reformați (10,87%)
     Fără religie (8,23%)
     Luterani (4,41%)
     Necunoscută (23,95%)
     Alte religii (1,39%)
Conform recensământului din 2011, orașul Csurgó avea 5.307 locuitori. Din punct de vedere etnic, majoritatea locuitorilor (94,46%) erau maghiari, cu o minoritate de romi (4,66%). Apartenența etnică nu este cunoscută în cazul a 0,21% din locuitori.  Din punct de vedere confesional, majoritatea locuitorilor (51,72%) erau romano-catolici, existând și minorități de reformați (10,87%), persoane fără religie (8,23%) și luterani (4,41%). Pentru 23,95% din locuitori nu este cunoscută apartenența confesională.